# 查山古文化遗址
30°43′52″N 121°19′01″E / 30.7310°N 121.3170°E
查山古文化遗址，位于中华人民共和国上海市金山区金山卫镇查山东麓长春村。是一个古文化遗址、上海市文物保护单位。

## 特点
1972年因当地开山取石，发现一件新石器时代的长方形穿孔石斧，上海市文物保管委员会前去调查发现这一遗址，同年进行清理发掘。1977年，再次发掘，第一层出土有西周和商朝文物，第二层是夹砂陶罐等文物，属马家浜文化。在坡下发掘第一层出土唐宋陶瓷片；第二层为南北朝到唐宋时期文物；第三层为春秋战国时期文物及早期马桥文化文物。1977年12月7日，被列为上海市级文物保护地。2014年4月4日，被调整为上海市级文物保护单位。